# Damalina hirsuta
Damalina hirsuta är en tvåvingeart som först beskrevs av Wulp 1872.  Damalina hirsuta ingår i släktet Damalina och familjen rovflugor. Inga underarter finns listade i Catalogue of Life.